# Иоасаф (Удалов)
Епископ Иоасаф (в миру Ива́н Ива́нович Удало́в; 5 [17] апреля 1886, Уфа — 2 декабря 1937, Казань) — епископ Русской православной церкви, епископ Чистопольский, викарий Казанской епархии.
Причислен к лику святых Русской православной церкви в 2008 году.

## Биография

### Ранние годы
Родился 5 апреля 1886 года в Уфе в семье часовых дел мастера, купца по сословной принадлежности.
В 1900 году окончил Уфимское духовное училище, в 1906 году окончил Уфимскую духовную семинарию по первому разряду, после чего поступил в Казанскую духовную академию.
Его духовником во время учёбы в семинарии был схиархимандрит Гавриил (Зырянов). Значительное влияние на него оказал архиепископ Антоний (Храповицкий), который постриг его в монашество с именем Иосиф.
В 1910 году окончил Казанскую духовную академию со степенью кандидата богословия. В том же году возведён в сан иеродиакона, а затем иеромонаха.
С 1910 года — преподаватель Житомирского училища пастырства.
С 3 октября 1911 года — помощник инспектора Казанской духовной академии.
С 1912 года исполнял обязанности настоятеля Казанского Спасо-Преображенского миссионерского монастыря, был председателем совета Миссионерских курсов в сане игумена.
В 1915 году возведён в сан архимандрита.
Избирался в члены Совета Казанского отдела Русского собрания.
В период гражданской войны был членом епархиального совета при временно управлявшем епархией епископе Анатолии (Грисюке), являлся его ближайшим сотрудником.
С 12 июля 1920 года — епископ Мамадышский, викарий Казанской епархии. Хиротонию совершили: митрополит Казанский и Свияжский Кирилл (Смирнов) и епископ Балахнинский Петр (Зверев).
С 21 марта 1921 года по 4 января 1922 года после ареста митрополита Кирилла (Смирнова) и высылки владыки Анатолия (Грисюка), временно управлял Казанской епархией.
С 12 апреля 1922 года — епископ Чистопольский, викарий той же епархии.
Активно противодействовал возникшему в 1922 году обновленческого движения.
С 21 августа 1922 года по 15 мая 1923 года вновь временно управлял Казанской епархией.
После Пасхи 1923 года служил в Казани тайно, так как все храмы города перешли к обновленцам.
В 1923 году принимал в епархии покаяние у возвращавшихся в Патриаршую церковь бывших обновленцев, переосвящал малым чином ранее принадлежавшие им храмы. Однако ему не удалось легализовать (зарегистрировать) православное епархиальное управление, а в ноябре 1923 власти запретили ему проводить богослужения, сам епископ ненадолго был арестован.
16 мая 1924 года епископ Иоасаф был вызван в Москву, где вновь арестован и заключён в Бутырскую тюрьму. 24 августа 1924 года освобождён под подписку о невыезде, проживал в Свято-Даниловом монастыре.
12 апреля 1925 года участвовал в погребении Патриарха Тихона. Был в числе подписавших акт о передаче высшей церковной власти митрополиту Крутицкому Петру (Полянскому).
Осенью 1925 года по поручению Патриаршего Местоблюстителя митрополита Петра даируется сотставление им проекта декларации об отношениях между Русской Православной Церковью и СССР.
В ноябре 1925 года арестован в Москве вместе с другими архиереями — сторонниками Патриаршего местоблюстителя митрополита Петра (Полянского). Был обвинён в том, что оказывал «пособничество и укрывательство группе монархических епископов и мирян, поставивших своей задачей использование Церкви для нанесения явного ущерба диктатуре пролетариата, путём воздействия на массу и на церковнослужителей», виновным себя не признал. 21 мая 1926 года приговорен к трём годам ссылки в Зырянский край.
В 1926—1929 годах находился в ссылке в Туруханске Енисейской губернии.
В 1929 году от него поступила просьба к митрополиту Сергию (Страгородскому) отправить его на покой «по состоянию здоровья». Прошение было удовлетвоврено, и с конца 1929 года епископ Иоасаф официально пребывал на покое.
С конца 1929 — 1931 года — в посёлке Козьмодемьянск Марийской автономной области.
Негативно отнёсся к Декларации Заместителя Патриаршего местоблюстителя митрополита Сергия (Страгородского) 1927 года, содержавшую призыв к полной лояльности советской власти.
Летом 1931 года был арестован по делу так называемой «контрреволюционной, религиозно-монархической организации-центра „Истинно-Православная Церковь“ (ИПЦ)». Виновным себя не признал, заявил:

Проживая в Козьмодемьянске 2 года под бдительным надзором органов ОГПУ я не был ни разу заподозрен в чём-либо противосоветском, контрреволюционном. Опровергать отдельные факты обвинения мне не приходится, так как в обвинении не указано ни одного такового, касающегося лично меня и устанавливающего мое непосредственное участие в нём, а приведенные мною выше справки о моей жизни последних лет с неопровержимостью доказывают, что участия в казанской жизни я не мог иметь.

5 января 1932 года приговорён к трём годам лишения свободы, отбывал заключение в лагере под городом Кемерово, работал в рудниках, возил тачки с углём. В 1933 году был арестован в лагере по обвинению в организации «контрреволюционной церковно-монархической группы», виновным себя не признал. В 1934 году срок наказания был увеличен на 2 года.

### Последние годы жизни и гибель
После освобождения в 1936 году поселился на окраине Казани вместе с 80-летней матерью. В общение с «сергианскими» архиереями митрополитом Серафимом (Александровым), архиепископами Венедиктом (Плотниковым), Никоном (Пурлевским) он не вступал, при этом посещая «сергианскую» церковь Ярославских Чудотворцев на Арском кладбище; иногда им служились панихиды.
Несмотря на бедную жизнь, продукты и одежду, которые дарили ему верующие, пересылал священникам в тюрьмы и ссылки. На вопрос об отношении к советской власти ответил: «Чтобы судить о советской власти, нужно побывать в концлагерях…».
В ноябре 1937 году был арестован, обвинён в организации контрреволюционного церковного подполья, виновным себя и на этот раз не признал. 29 ноября 1937 года приговорён к высшей мере наказания. 2 декабря был расстрелян.
Похоронен в общей могиле на Архангельском кладбище в Казани. Имя И. И. Удалова с датами рождения и смерти высечено, в числе прочих, на одной из стел Мемориала жертвам политических репрессий.

## Канонизация
Имя епископа Иоасафа было внесено в черновой поимённый список новомучеников и исповедников российских при подготовке канонизации, совершённой РПЦЗ в 1981 году. Однако список новомучеников был издан только в конце 1990-х годов.
23 июня 2008 года Священный Синод Русской православной церкви постановил включить в Собор новомучеников и исповедников Российских XX века имя епископа Иоасафа (Удалова). Чин прославления в лике святых совершил 19 декабря в Никольском соборе города Чистополя совершил архиепископ Казанский и Татарстанский Анастасий (Меткин).